# Laurentius Stichting
De Laurentius Stichting is een katholiek schoolbestuur van 29 scholen in Zuid-Holland voor basisonderwijs, een school voor speciaal basisonderwijs en een school voor praktijkonderwijs (speciaal voortgezet onderwijs). Onder de Laurentius Stichting ressorteert ook de Stichting Peuterspeelzaal met zes peuterspeelzalen in Delft en Berkel en Rodenrijs. 
Er werken ruim 850 mensen samen aan het katholiek onderwijs voor meer dan 9.000 leerlingen in Bergschenhoek, Berkel en Rodenrijs, Delft, Den Haag, Den Hoorn, Nootdorp en Rijswijk.  
De schooldirecties worden ondersteund door een college van bestuur, een stafbureau en een administratiekantoor dat de personele- en financiële administratie verzorgt.